# 高圧室内作業主任者
高圧室内作業主任者（こうあつしつないさぎょうしゅにんしゃ）とは、労働安全衛生法に基づく作業主任者の一つであり、高圧室内作業主任者免許を受けた者の中から事業者により選任される。

## 概要
- 労働安全衛生法に定める高圧室内において送気や排気などを行うため、事業者は高圧室内作業主任者を選任することとしている。
- 労働安全衛生法に定める他の作業主任者は、おおむね当該事業所（工場等）に1人を選任すればよいものが多いが、高圧室内作業主任者は事業所ごとでなく作業室ごとに1人ずつ置かなければならないと規定されている。

## 免許交付要件
免許を受けるには、試験合格のほかに免許交付要件を満たす必要がある。
- 高圧室内業務に2年以上従事した経験を有する者

なお、この要件は2012年（平成24年）3月31日までは免許試験受験時の受験資格要件として定められていたものであるが、法改正により、2012年（平成24年）4月1日以降は免許交付時の免許交付要件の一つに改められている。

## 免許試験

### 受験申込等
- 受験の申込みは各地の安全衛生技術センター（厚生労働大臣指定試験機関である財団法人安全衛生技術試験協会の下部組織）に対して行う。
- 試験合格者は、実務経験等を証する書類を添付し、東京労働局長に免許申請することで、労働安全衛生法による免許証を受けることができる。

### 試験科目
試験は学科試験のみ実施される（実技試験はない）。
1. 圧気工法（30点）
2. 送気及び排気（25点）
3. 高気圧障害（25点）
4. 関係法令（20点）

### 受験資格
規定なし。誰でも受験できる。2012年（平成24年）3月31日まで高圧室内作業主任者免許試験の受験資格要件として定められていたものは、法改正により、2012年（平成24年）4月1日以降は先述の免許交付要件に改められている。